# Wilfrid Mellers
Wilfrid Howard Mellers (ur. 26 kwietnia 1914 w Royal Leamington Spa, zm. 16 maja 2008 w Scrayingham) – brytyjski kompozytor i muzykolog.

## Życiorys
W latach 1933–1938 studiował literaturę angielską i muzykę na Cambridge University, jednocześnie pobierał prywatnie lekcje u Edmunda Rubbry i Egona Wellesza w Oksfordzie. Od 1945 do 1948 roku prowadził wykłady z muzyki na Downing College w Cambridge. Był wykładowcą University of Birmingham (1948–1959), University of Pittsburgh (1960–1963) i University of York (1964–1981).
Oficer Orderu Imperium Brytyjskiego (1982).

## Twórczość
Początkowo tworzył nawiązując do tradycji muzyki barokowej, kompozycje powstające od początku lat 60. noszą ślady stworzonej przez kompozytora indywidualnej filozofii sztuki. Mellers wyrażał przekonanie o negatywnym wpływie cywilizacji przemysłowej na wrodzoną człowiekowi wrażliwość na sztukę. Dążył do zniesienia zahamowań wytworzonych przez tradycję i konwencję, w tym celu łącząc i syntetyzując elementy różnych tradycji muzycznych z jazzem i muzyką popularną, a także starając się pobudzać spontaniczność i kreatywność wśród młodych słuchaczy. Był twórcą nowej koncepcji wychowania muzycznego dzieci i młodzieży.

## Prace
(na podstawie materiałów źródłowych)
- Music and Society: England and the European Tradition (Londyn 1946)
- Studies in Contemporary Music (Londyn 1947)
- François Couperin and the French Classical Tradition (Londyn 1950; 2. wyd. zrewid. 1987)
- Music in the Making (Londyn 1952)
- Romanticism and the 20th Century (Londyn 1957; 2. wyd. zrewid. 1988)
- The Sonata Principle (Londyn 1957; 2. wyd. zrewid. 1988)
- Music in a New Found Land: Themes and Developments in History of American Music (Londyn 1964; 2. wyd. zrewid. 1987)
- Harmonious Meeting: A Study of the Relationship between English Music, Poetry and Theatre, c. 1600–1900 (Londyn 1965)
- Caliban Reborn: Renewal in Twentieth-Century Music (Nowy Jork 1967)
- Twilight of the Gods: The Music of the Beatles (Nowy Jork 1973)
- Bach and the Dance of God (Nowy Jork 1980)
- Beethoven and the Voice of God (Londyn 1983)
- A Darker Shade of Pale: A Backdrop to Bob Dylan (Londyn 1984)
- Angels of the Night: Popular Female Singers of Our Time (Londyn 1986)
- The Masks of Orpheus: Seven Stages in the Story European Music (Manchester–Wolfeboro 1987)
- Le Jardin Parfume: Homage to Frederic Mompou (1989)
- Vaughan Williams and the Vision of Albion (Londyn 1989)
- Percy Grainger (Oksford 1992)
- Francis Poulenc (Oksford 1994)

## Wybrane kompozycje
(na podstawie materiałów źródłowych)

### Utwory orkiestrowe
- Sinfonia ricercata (1947)
- Festival Galliard (1951)
- Symfonia (1953)
- Alba, in 9 Metamorphoses na flet i orkiestrę (1961)
- Laus amoris na orkiestrę smyczkową (1964)
- Noctambule and Sun Dance na orkiestrę dętą (1966)
- Threnody na orkiestrę smyczkową (1975)
- Shaman Songs na instrumentarium jazzowe (1980)
- The Wellspring of Love na skrzypce i orkiestrę smyczkową (1981)
- The Spring of the Year na podwójną orkiestrę smyczkową (1985)
- Hortus Rosarium na 11 instrumentów smyczkowych solo (1986)

### Utwory kameralne
- Trio smyczkowe (1945)
- Sonata skrzypcowa (1946)
- Eclogue na flet prosty, skrzypce, wiolonczelę i klawesyn (1961)
- Trio na flet, wiolonczelę i fortepian (1963)
- Ghost Dance na flet, altówkę i klawesyn (1972)
- Aubade for Indra na klarnet i kwartet smyczkowy (1981)
- The Happy Meadow na flet i gitarę (1986)

### Utwory wokalno-instrumentalne
- kantata Yggdrasil na 4 głosy solowe i orkiestrę kameralną (1950)
- The White Island na sopran, chór żeński i orkiestrę smyczkową (1951)
- 3 Resurrection Hymns of Emily Dickinson na chór i organy (1960)
- Rootabaga Story na recytatora, chór chłopięcy, chór dziewczęcy, fortepian i perkusję (1962)
- Rose of May. A Threnody for Ophelia na recytatora, sopran, flet, klarnet i kwartet smyczkowy (1964)
- Te Deum Laudamus na chór i organy (1966)
- Love Story na sopran, kontratenor, wiolonczele i klawesyn (1967; 2. wersja pt. The Listening Light na sopran, baryton, obój barokowy, trąbkę barokową, klawesyn i kwartet smyczkowy 1974)
- kantata Life Cycle na 3 chóry i 2 orkiestry (1967)
- Yeibichai na sopran koloraturowy, wokalistkę jazzową, chór, trio jazzowe, orkiestrę i taśmę (1968)
- The Word Unborn na podwójny chór, flet, klarnet, puzon, 2 perkusje i wiolonczelę (1970)
- The Gates of the Dream na 6 triów wokalno-instrumentalnych (1973)
- Sun-flower. The Divine Tetrad of William Blake na głosy solowe, chór i orkiestrę (1973)
- White Bird Blues na tańczącą sopranistkę i akordeon lub zespół instrumentalny (1974)

### Opery
- The Tragicall History of Christopher Marlowe (1952)
- opera kameralna The Shepherd’s Daughter (1954)
- opera balladowa Mary Easter (1957)
- The Borderline (1958)